# 히라오카촌 (나가노현 시모이나군)
히라오카촌(平岡村)은 나가노현 시모이나군에 설치되었던 촌이다. 현재의 덴류촌에 해당한다.
제2차 세계대전 중부터 패전후인 1945년 9월 12일 해산할 때까지 덴류강 동안에 도쿄 포로수용소 제12분소(만도 포로수용소)가 설치되어 있었다.

## 역사
- 1875년 2월 18일 - 지쿠마현 이나군 히라오카촌이 성립하였다.
- 1876년 8월 21일 - 나가노현에 소속되었다.
- 1879년 1월 4일 - 군구정촌편제법 시행에 의해 시모이나군에 소속되었다.
- 1889년 4월 1일 - 정촌제 시행에 의해 히라오카촌 외 1촌의 구역을 확장해 히라오카촌이 성립하였다.
- 1956년 9월 30일 - 가미하라촌과 합병해 덴류촌이 성립하여, 동일 히라오카촌은 폐지되었다.

## 교통

### 철도
- 일본국유철도
  - 이다선

## 참고문헌
- 가도카와 일본 지명 대사전 20 長野県
- 近藤廉治『開放病棟―精神科医の苦闘―』合同出版、1975年